# Elecciones generales de Lesoto de 2002
Las elecciones generales se llevaron a cabo en Lesoto el 25 de mayo de 2012. El resultado fue una victoria para el Congreso por la Democracia de Lesoto, que obtuvo mayoría absoluta con 77 de los 120 escaños de la Asamblea Nacional, habiendo recibido el 54.6% de los votos emitidos.
Fueron las primeras elecciones generales llevadas a cabo mediante el sistema de representación proporcional mixta (MMP por sus siglas en inglés), con 80 escaños electos y 40 elegidos por el sistema de compensación basado en la representación proporcional. 554.386 de los 831.515 votantes registrados emitieron votos válidos. De los 118 asambleístas electos (ya que dos puestos quedaron vacantes), dieciséis eran mujeres.

## Resultados
| Partido                                  | Votos   | %    | Escaños circunscripción | Escaños PR | Escaños total | +/–   |
| ---------------------------------------- | ------- | ---- | ----------------------- | ---------- | ------------- | ----- |
| Congreso por la Democracia de Lesoto     | 304,316 | 54.6 | 77                      | 0          | 77            | –2    |
| Partido Nacional Basoto                  | 124,234 | 22.4 | 0                       | 21         | 21            | +20   |
| Congreso Popular de Lesoto               | 32,046  | 5.8  | 1                       | 4          | 5             | Nuevo |
| Partido Nacional Independiente           | 30,346  | 5.5  | 0                       | 5          | 5             | +5    |
| Congreso Africano de Basutolandia        | 16,095  | 2.9  | 0                       | 3          | 3             | Nuevo |
| Partido del Congreso de Basutolandia     | 14,584  | 2.6  | 0                       | 3          | 3             | +3    |
| Partido de los Trabajadores de Lesoto    | 7,788   | 1.4  | 0                       | 1          | 1             | Nuevo |
| Partido de la Libertad Marematlou        | 6,890   | 1.2  | 0                       | 1          | 1             | +1    |
| Frente Popular para la Democracia        | 6,330   | 1.1  | 0                       | 1          | 1             | +1    |
| Partido Nacional Rrogresista             | 3,985   | 0.7  | 0                       | 1          | 1             | +1    |
| Partido Demócrata Cristiano              | 1,919   | 0.4  | 0                       | 0          | 0             | Nuevo |
| Partido Nueva Lesoto Libre               | 1,671   | 0.3  | 0                       | 0          | 0             | Nuevo |
| Unión Democrática de Sefate              | 1,584   | 0.3  | 0                       | 0          | 0             | 0     |
| Partido Basoto Kopanang                  | 1,155   | 0.2  | 0                       | 0          | 0             | 0     |
| Partido Unido                            | 901     | 0.2  | 0                       | 0          | 0             | Nuevo |
| Partido Socialdemócrata                  | 542     | 0.1  | 0                       | 0          | 0             | Nuevo |
| Vacante                                  |         |      | 2                       | 0          | 2             | –     |
| Total                                    | 554,386 | 100  | 80                      | 40         | 120           | +40   |
| Fuente: African Elections Database, EISA |         |      |                         |            |               |       |